# Schindlerita
La schindlerita és un mineral de la classe dels òxids. Rep el nom en honor del doctor Michael Schindler (n. 1966, Frankfurt, Alemanya), professor de la Universitat Laurentiana, a Ontario, Canadà, qui ha treballat àmpliament en les estructures dels minerals de vanadi.

## Característiques
La schindlerita és un òxid de fórmula química {(NH₄)₄Na₂(H₂O)10}{V10O28}. Es tracta d'una espècie aprovada per l'Associació Mineralògica Internacional, publicada per primera vegada el 2013, i redefinida el 2016 al substituir l'hidroni per l'amoni a la seva fórmula. Cristal·litza en el sistema triclínic. La seva duresa a l'escala de Mohs és 2. Químicament és similar a la rakovanita.
Les mostres que van servir per a determinar l'espècie, el que es coneix com a material tipus, es troben conservades a les col·leccions mineralògiques del Museu d'Història Natural del Comtat de Los Angeles, a Los Angeles (Califòrnia) amb els números de catàleg: 64005, 64006 i 64007.

## Formació i jaciments
Va ser descoberta als Estats Units, concretament a la mina Saint Jude, situada al districte miner de Slick Rock, dins el comtat de San Miguel (Colorado), on es troba en cristalls tabulars i sovint en intercreixements paral·lels apilats, normalment associada a powel·lita, nashita, hendersonita i delrioïta. També ha estat descrita a la propera mina Burro, molt propera a la localitat tipus. Aquests dos indrets són els únics de tot el planeta on ha estat descrita aquesta espècie mineral.